# Sándor Müller
Sándor Müller (Budapeste, 21 de setembro de 1948 – 3 de abril de 2024) foi um futebolista profissional húngaro que atuava como defensor.

## Carreira
Sándor Müller fez parte do elenco da Seleção Húngara de Futebol, da Copa de 1982.